# Masernschutzgesetz
Das Gesetz für den Schutz vor Masern und zur Stärkung der Impfprävention vom 10. Februar 2020 (abgekürzt Masernschutzgesetz) ist ein deutsches Bundesgesetz, das  seit dem 1. März 2020 gilt.
Es umfasst insgesamt vier Artikel. Mit Art. 1 wurde das Infektionsschutzgesetz (IfSG) geändert und um Vorschriften zum obligatorischen Impfschutz von bestimmten Personen gegen Masern als Leistung der gesetzlichen Krankenversicherung erweitert (§ 20 Abs. 8–14 IfSG).
Es legt fest, dass alle Kinder ab dem vollendeten ersten Lebensjahr beim Eintritt in einen Kindergarten die von der Ständigen Impfkommission empfohlene Masernimpfung nachweisen müssen. Auch wenn sie von einer Kindertagespflegeperson betreut werden, müssen sie in der Regel eine Masernimpfung nachweisen.
Eine Masernimpfung nachweisen müssen auch
- Schüler bei der Einschulung ins erste Schuljahr
- Personen (soweit sie nach 1970 geboren sind), die in Gemeinschaftseinrichtungen oder medizinischen Einrichtungen tätig sind (zum Beispiel Erzieher, Lehrer, Tagespflegepersonen und medizinisches Personal)
- Asylbewerber und Flüchtlinge (spätestens vier Wochen nach Aufnahme in eine Gemeinschaftsunterkunft)

Der Nachweis kann durch den Impfausweis, das gelbe Kinderuntersuchungsheft oder – insbesondere bei bereits erlittener Krankheit – ein ärztliches Attest erbracht werden.
Kinder, die beim Inkrafttreten des Gesetzes einen Kindergarten, eine Schule oder eine andere Gemeinschaftseinrichtung besuchen, müssen den Nachweis bis zum 31. Dezember 2021 erbringen.
Alternativ kann eine zuvor besuchte Einrichtung der jetzt besuchten Einrichtung bestätigen, dass ihr ein entsprechender Nachweis bereits vorgelegen hat.